# Тенцую
Тенцую (яп. てんつゆ/天汁) — японський дип для темпури.

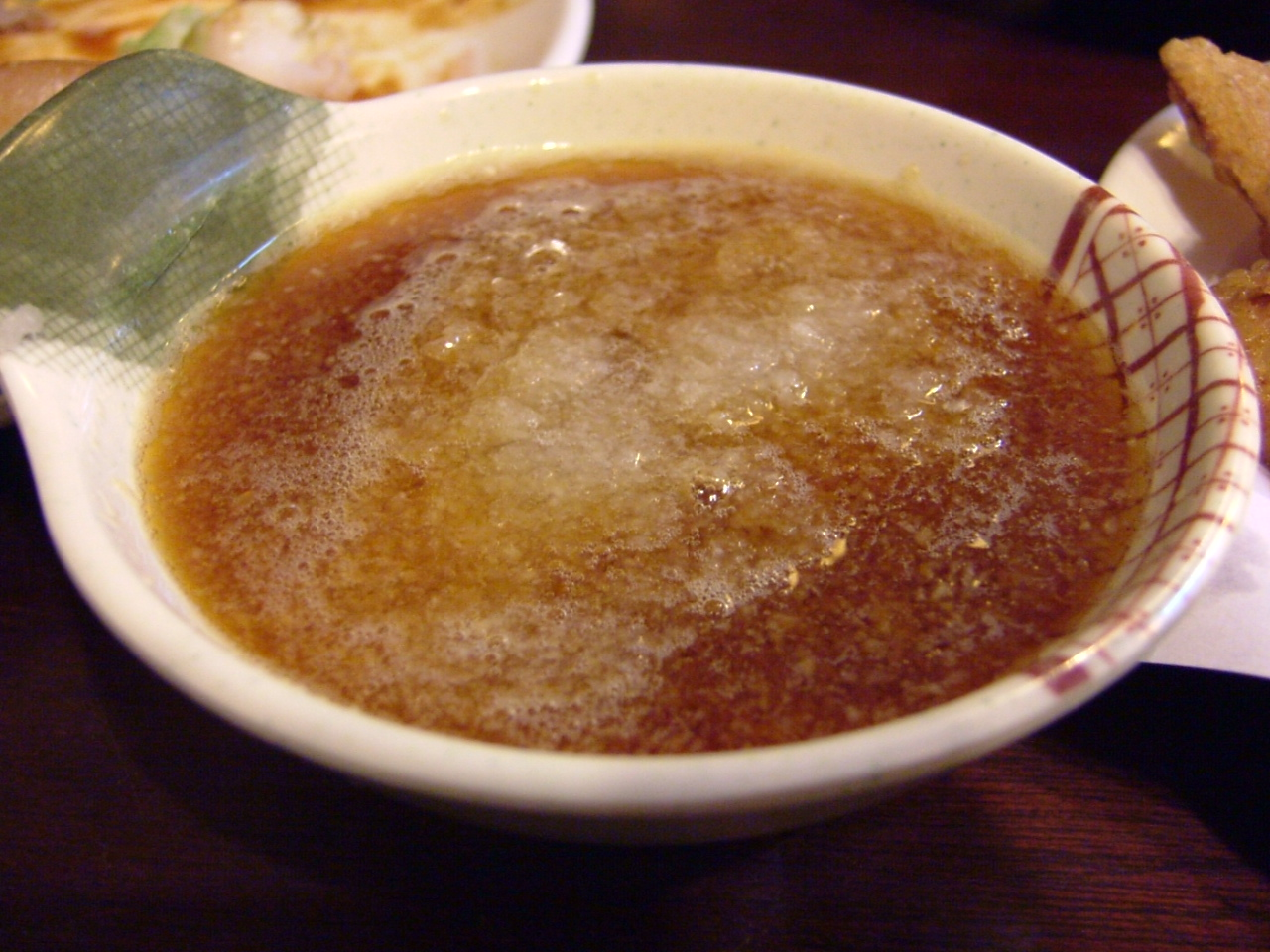
Тенцую

Рецепт тенцую може варіюватися і залежить від сезону та наявних продуктів. Зазвичай тенцую може складатися з чотирьох частин дасі, однієї частини міріну та однієї частини соєвого соусу. Замість міріну можна використовувати саке та цукор, також можна збільшувати чи зменшувати кількість соєвого соусу.
Подібні інгредієнти використовуються для соусу для донбурі та для таких страв, як аґедаші дофу чи соба.
Тенцую в концентрованому вигляді зазвичай продають у невеликих пляшках у супермаркетах та продуктових магазинах по всій Японії, або в спеціалізованих азійських продуктових магазинах у інших країнах.
Для темпури тенцую зазвичай подають з тертою білою редькою дайкон або імбиром.